# Igreja de Santa Clara (Ponta Delgada)

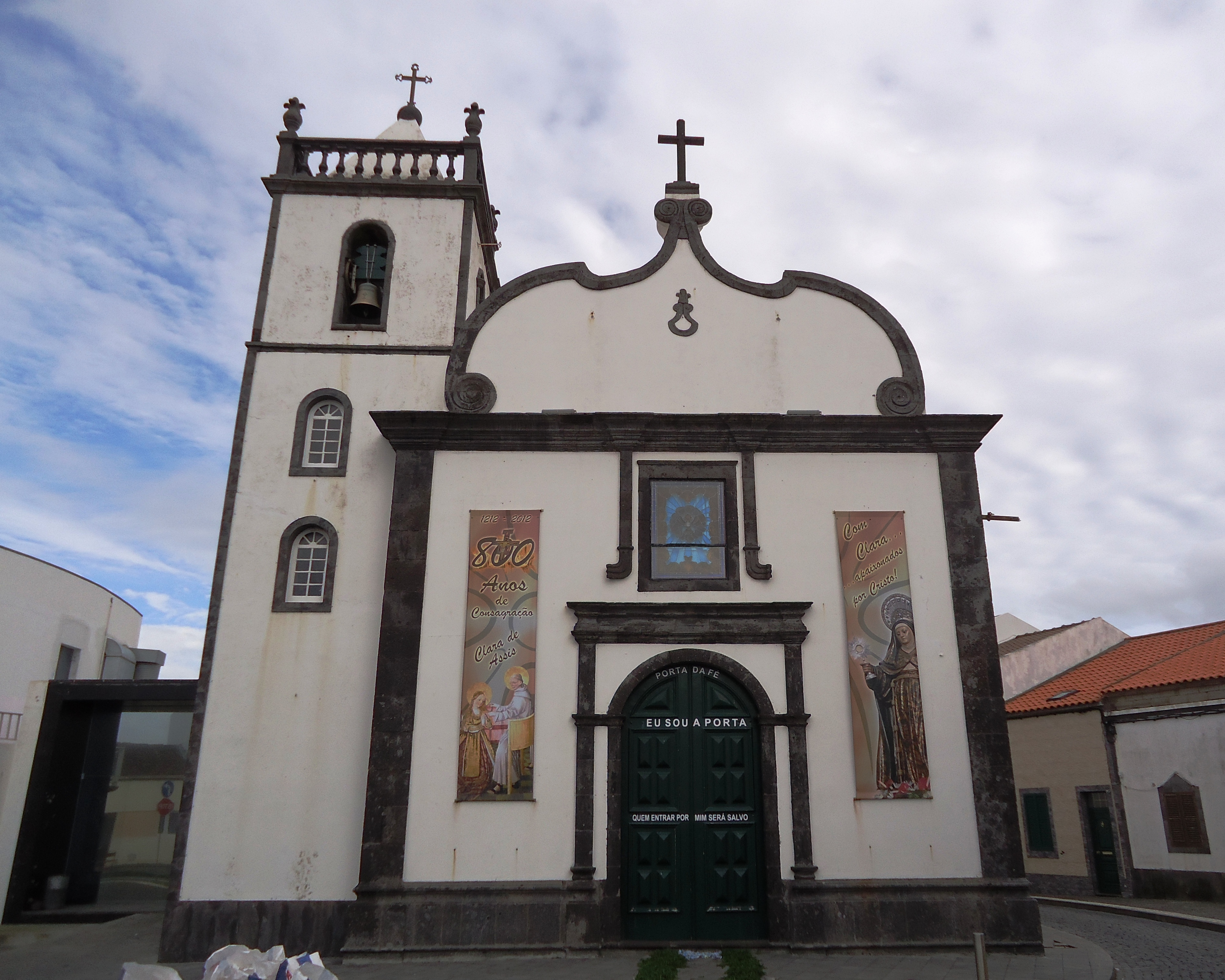
Igreja de Santa Clara, Ponta Delgada.

A Igreja de Santa Clara localiza-se na freguesia de Santa Clara, cidade e concelho de Ponta Delgada, na ilha de São Miguel, nos Açores.

## História
Remonta a uma primitiva ermida, anterior a 1522 pois, quando do terramoto de Vila Franca do Campo, as filhas de Jorge da Mota fugiram da Ribeira Seca com o propósito de se refugiarem na ermida de Santa Clara de Ponta Delgada. Ao que parece, a sua fundação deve-se a Matias Tavares, Pedro de Sousa, João de Medeiros e Roque Gonçalves.
O então bispo de Angra, D. D. Pedro de Castilho, em sua visita pastoral em 1577 a Ponta Delgada, criou uma terceira paróquia com sede nesta ermida. Parece, no entanto, que só em 1581 é que a paróquia terá sido estabelecida, pois o mesmo bispo, em nova visita a Ponta Delgada, pediu aos franciscanos para instalar a paróquia no templo deles, enquanto se não fizesse a nova igreja em Santa Clara. As obras não se fizeram com a celeridade necessária, motivo porque não podendo a paróquia continuar no convento, esta passou para a ermida de São Pedro Gonçalves, ao Corpo Santo.
Em 1584 era ordenada a construção de uma capela na ermida de Santa Clara. A ermida encontra-se registada na crónica de Gaspar Frutuoso em fins do século XVI.
Em 1718, quando a paróquia já tinha como sede a Igreja de São José, foi criado o curato de Santa Clara.
Restaurada em 1874 por iniciativa de Jacinto Inácio Rodrigues da Silveira, barão da Fonte Bela, terá sido neste momento que o templo adquiriu a sua atual feição.
Em 1948 teve restaurado grande parte do teto juntamente com outros reparos. Possui ainda hoje um altar dedicado à Senhora da Salvação, de especial devoção dos marítimos.